# Mor ve Ötesi
Mor ve Ötesi (literalmente Púrpura y más allá; un juego en la palabra morötesi, significa ultravioleta) es una banda de rock alternativo procedente de Estambul, Turquía. Unidos en 1995, sus componentes son Harun Tekin, Kerem Kabadayı, 'Burak Güven y Kerem Özyeğen. Han editado desde su primer trabajo, Şehir, de 1996, cinco discos de estudio con numerosos éxitos. En diciembre de 2007 fueron elegidos como los representantes de Turquía en el Festival de la Canción de Eurovisión 2008, con la canción "Deli" (Loco), cantada en turco. con la que obtuvieron el séptimo puesto entre los 43 concursantes.

## Discografía
- Şehir (1996)
- Bırak Zaman Aksın (1999)
- Gül Kendine (2001)
- Yaz (EP) (2002)
- Dünya Yalan Söylüyor (2004)
- Büyük Düşler (2006)
- Başıbozuk (2008)
- Masumiyetin Ziyan Olmaz (2010)
- Güneşi Beklerken (2012)
- Sirenler (2022)